# Marlowe Morris
Marlowe Morris (* 16. Mai 1915, New York City; † Mai 1978 ebenda) war ein US-amerikanischer Jazzpianist und -organist.

## Leben und Wirken
Morris war der Sohn eines Musiklehrers (und Neffe des Kornettisten und Bandleaders Thomas Morris). Er war größtenteils Autodidakt. Neben Klavier spielte er auch noch eine Reihe weiterer Instrumente (Schlagzeug, Ukulele, Mundharmonika).
Ab 1935 begleitete er zwei Jahre die Sängerin June Clark, danach arbeitete er einige Jahre als Solist. In den 1940er Jahren spielte er (unterbrochen vom Militärdienst) mit Coleman Hawkins (1940/41 in dessen Combo), Al Sears, Scoville Toby Browne, Big Sid Catlett (u. a. in dem Kurzfilm Jammin’ the Blues von 1944 von Gjon Mili), Tiny Grimes, Eddie South, Doc Wheeler. In der ersten Hälfte der 1940er leitete er auch zeitweise ein eigenes Trio. Ab 1946 spielte er vor allem als Solist in Harlem u. a. im Luckey’s Rendezvous, während er tagsüber bei der Post arbeitete. Ab 1949 war er wieder hauptberuflich Musiker, wobei er zur Hammond-Orgel wechselte. 1952 spielte er in einem Quintett mit Buddy Tate, Buck Clayton, Edmond Hall und Ray Barretto; 1953 bei Paul Quinichette und Freddie Green.
Mitte der 1960er Jahre hatte er ein eigenes „Marlowe Morris Trio“ (mit dem Tenorsaxophonisten Julian Dash), begann aber auch zu komponieren und zu unterrichten. Er nahm unter eigenem Namen und u. a. mit Ben Webster, Lester Young, Big Joe Turner, Jimmy Rushing, Sister Rosetta Tharpe auf.
Marlowes Album „Play the Thing“ (Columbia) gewann den Grand Prix du Disque des Hot Club de France. Er spielt z. B. Orgel auf „A Night at Count Basie's“ (ein Club in Harlem, der Count Basie gehörte) von Joe Williams (erschienen 1958, Vanguard), mit Live-Aufnahmen von 1956 inklusive Bargeräuschen und Count Basie als MC (er spielt nicht), Bobby Henderson (sitzt am Klavier), Emmett Berry, Vic Dickenson, Aaron Bell (Bass) und Bobby Donaldson (Schlagzeug).

## Lexikalischer Eintrag
- Carlo Bohländer, Karl Heinz Holler, Christian Pfarr: Reclams Jazzführer. 3., neubearbeitete und erweiterte Auflage. Reclam, Stuttgart 1989, ISBN 3-15-010355-X.